# Jóhann Gunnar Jóhannsson
Jóhann Gunnar Jóhannsson (* 23. November 1971 in Reykjavík, Island) ist ein isländischer Schauspieler.

## Leben
Jóhann Gunnar Jóhannsson schloss 1994 sein Schauspiel- und Theaterstudium an der englischen University of Hartford mit einem Bachelor ab. Er spielte anschließend Theater und zog 1997 zurück nach Seltjarnarnes, wo er am isländischen Theater ein Engagement fand. Er spielte fortan hauptsächlich Theater und war parallel dazu in kleineren Rollen in isländischen Filmproduktionen wie Engel des Universums und 11 Men Out zu sehen. Da er vereinzelt auch im Ausland auftrat, darunter in Los Angeles, wurde er für eine kleinere Rolle in Clint Eastwoods Kriegsfilm Flags of Our Fathers gecastet.

## Filmografie (Auswahl)
- 1988: Nonni und Manni
- 2000: Engel des Universums (Englar alheimsins)
- 2006: 11 Men Out (Strákarnir okkar)
- 2006: Flags of Our Fathers
- 2008: Stóra planið
- 2011: Borgríki
- 2012: The Deep (Djúpið)
- 2015: Die Hüterin der Wahrheit – Dinas Bestimmung (Skammerens datter)